# Novel·la picaresca

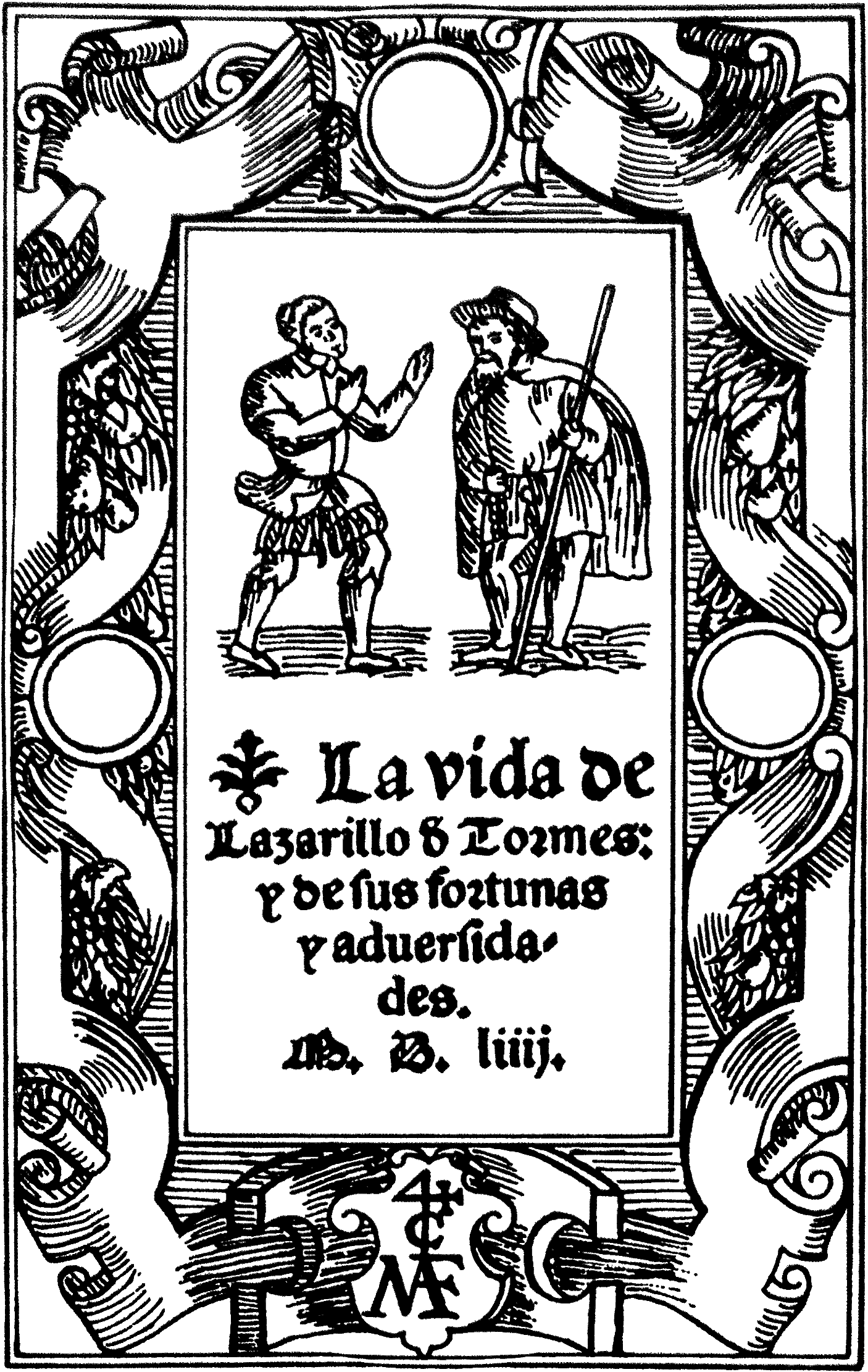
Coberta d'una de les edicions de 1554 del Lazarillo de Tormes.

La novel·la picaresca és un gènere novel·lístic sorgit a redós del segle d'or espanyol que narra les aventures del murri (pícaro en castellà), personatge sense recursos que es val del seu enginy per triomfar. El gènere té les arrels en la sàtira de costums tradicional, com l’Ase d'or de Luci Apuleu i va desembocar en la formació de la Bildungsroman o novel·la de formació. Es caracteritza pel fet que el protagonista és un murri, un antiheroi que sacrifica els principis per aconseguir els seus objectius, però que és vist amb simpatia pel lector. Abunda l'humor i la crítica social, amb missatges morals de caràcter pessimista. L'estil és realista, fent un quadre de costums de l'època.
La novel·la picaresca va néixer com paròdia de les narracions idealitzants del Renaixement, les epopeies, els llibres de cavalleries, la novel·la sentimental o la novel·la pastoril. El fort contrast amb la realitat social va generar com a resposta irònica les anomenades «anti-novel·les», de caràcter antiheroic, protagonitzades per anti-cavallers que estimaven dames, mostrant el més sòrdid de la realitat social: els gentilhomes empobrits, els miserables desheretats i els conversos marginats davant cavallers i burgesos enriquits que vivien en una altra realitat, observant als pobres per sobre dels seus colls engolats. D'altra banda, i segons Herrero García: «Un producte pseudo-ascètic, fill de les circumstàncies peculiars de l'esperit espanyol, que fa de les confessions autobiogràfiques de pecadors escarmentats un instrument de correcció».
A Espanya el gènere extreia la substància moral, social i religiosa del contrast quotidià entre dos estaments, el dels nobles i el dels serfs. Durant el segle xvii es comença a vulgaritzar i degradar els hidalgos i personatges com el Quixot o el gentilhome pobre que es fa servir al Lazarillo de Tormes són il·lustracions d'aquest fenomen a la literatura espanyola, trobant també el seu correlat reflectit pel gènere teatral de l'entremès. L'humil murri de cuina com a tal és un anti-cavaller errant en una «epopeia de la fam» a través d'un món miserable, on només es sobreviu gràcies a l'estafa i l'engany i on tota expectativa d'ascens social és una il·lusió, les vagabunderies d'un Pablos o d'un Guzmán constitueixen el contrapunt irònic als dels valents cavallers. El  Lazarillo de Tormes (1554) és el començament d'una crítica dels valors dominants de l'honor i de la hipocresia que trobarà la seva culminació i configuració canònica amb la primera part de Guzmán de Alfarache (1599), de Mateo Alemán.

## Recull de novel·les picaresques
En castellà
- Anònim, Vida del Lazarillo de Tormes y de sus fortunas y adversidades (1554).
- Mateo Alemán, Guzmán de Alfarache (1599 i 1604).
- Juan Martí, Segunda parte del Guzmán de Alfarache (1603), apòcrif.
- Francisco de Quevedo, Historia de la vida del Buscón, llamado Don Pablos (1604-1620), imprès el 1626.
- Miguel de Cervantes, Rinconete y Cortadillo (o Novela de Rinconete y Cortadillo).
- Gregorio González, El guitón Honofre (1604).
- Francisco López de Úbeda, Libro de entretenimiento de la pícara Justina (1605).
- Alonso Jerónimo de Salas Barbadillo, La hija de la Celestina (1612), La ingeniosa Elena (1614), refós i ampliació de l'anterior, i de El sagaz Estacio.
- Juan Cortés de Tolosa, Lazarillo de Manzanares (1620).
- Vicente Espinel, Vida del escudero Marcos de Obregón (1618).
- Carlos García, La desordenada codicia de los bienes ajenos (1619).
- Juan de Luna, Segunda parte del Lazarillo de Tormes (1620).
- Jerónimo de Alcalá, Alonso, mozo de muchos años o El donado hablador (1624).
- Antonio Enríquez Gómez, Vida de don Gregorio Guadaña (1644).
- Atribuït a Gabriel de la Vega, La vida y hechos de Estebanillo González, hombre de buen humor, compuesto por él mismo (1646).[1]

En altres llengües
- Moll Flanders, de Daniel Defoe
- Les aventures del bon soldat Svejk, de Jaroslav Hašek
- Simplicissimus, de Hans Jakob Christoph von Grimmelshausen
- Histoire de Gil Blas de Santillane, d'Alain-René Lesage